# Gulf Traveller
Gulf Traveller (arabisch مسافر الخليج, DMG musāfir al-ḫalīǧ) war eine Tochtergesellschaft der Gulf Air in Bahrain und bot ausschließlich Economy-Flüge an.

## Geschichte
Gulf Traveller wurde am 1. Juni 2003 als Tochtergesellschaft der Gulf Air gegründet und ist Teil eines dort durchgeführten Drei-Jahre-Planes zur Restrukturierung der Fluggesellschaft. Gulf Traveller war darin für die Bedienung von Strecken vorgesehen, an denen ein lediglich kleines Interesse für First- oder Business-Class-Passagiere existiert. Der Erstflug der Airline fand am 13. Juni 2003 von Abu Dhabi nach Dschidda statt. Geschichte schrieb die Fluggesellschaft damit, dass erstmals eine Pilotin in dieser Region angestellt wurde. Wie auch Gulf Air wurde Gulf Traveller von den drei Emiraten Abu Dhabi, Oman und Bahrain geführt. Jedoch stieg erst Abu Dhabi 2005 aus diesem Konsortium aus, anschließend Oman Air im Mai 2007, so dass Bahrain alleiniger Besitzer der Fluggesellschaft wurde. Dieser veranlasste, dass die Flotte wieder zur Gulf Air überging und der Flugbetrieb eingestellt wurde.

## Ziele
Gulf Traveller verband Bahrain und Muskat mit Zielen auf der arabischen Halbinsel, im Iran, Indien, Pakistan, Nepal und Indonesien.

## Flotte
Die Flotte der Gulf Traveller bestand aus sechs Boeing 767-300ER.